# Liste von Sendeanlagen in Rheinland-Pfalz
Die Liste von Sendeanlagen in Rheinland-Pfalz umfasst Sendeanlagen insbesondere für Fernsehen, Hörfunk, Amateurfunk, Mobilfunk und Richtfunk in Rheinland-Pfalz.

## Sendeanlagen
| Name                                 | Stadt / Landkreis             | Berg                             | Höhe     | Baujahr                   | Betreiber des Senders | Funktionen                               | Bemerkungen |
| ------------------------------------ | ----------------------------- | -------------------------------- | -------- | ------------------------- | --------------------- | ---------------------------------------- | --- |
| Sender Alf-Bullay                    | Landkreis Cochem-Zell         | König                            | 0? m     | ?                         | SWR                   | UKW                                      | kombinierter Stahlfachwerkturm und Rohrmast |
| Sender Altenahr                      | Landkreis Ahrweiler           | Steinerberg                      | 0? m     | ?                         | SWR                   | UKW                                      | |
| Fernmeldeturm Bad Kreuznach          | Bad Kreuznach                 | Schanzenkopf                     | 127 m    | ?                         | Deutsche Funkturm     | UKW, Richtfunk                           | Typenturm FMT 2 |
| Sender Bad Kreuznach-Kauzenburg      | Bad Kreuznach                 | -                                | 0? m     | ?                         | SWR                   | UKW                                      | |
| Sender Bad Marienberg                | Bad Marienberg (Westerwald)   | Marienberger Höhe                | 180 m    | ?                         | Deutsche Funkturm     | UKW, DVB-T                               | abgespannter Stahlrohrmast |
| Sender Bendorf-Vierwindenhöhe        | Bendorf                       | Vierwindenhöhe                   | 0? m     | ?                         | Deutsche Funkturm     | UKW                                      | |
| AFN-Sender Bitburg                   | Bitburg                       | -                                | 0? m     | ?                         | ?                     | UKW, MW                                  | Abgespannter Stahlfachwerkmast, gegen Erde isoliert Sender der amerikanischen Streitkräfte für die Spangdahlem Air Base, MW abgeschaltet                                                                  |
| Fernmeldeturm Bitburg                | Bitburg                       | -                                | 070 m    | ?                         | Deutsche Funkturm     | UKW, Richtfunk                           | Typenturm |
| Sender Bleialf                       | Bleialf                       | -                                | 0? m     | ?                         | SWR                   | UKW                                      | |
| Sender Bodenheim                     | Landkreis Mainz-Bingen        | -                                | 0? m     | ?                         | SWR                   | UKW                                      | |
| Sender Boppard-Fleckertshöhe         | Boppard                       | Fleckertshöhe                    | 121 m    | ?                         | Deutsche Funkturm     | UKW, Richtfunk                           | Hybridturm |
| Fernmeldeturm Bornberg               | Landkreis Kusel               | Bornberg (Pfalz)                 | 151 m    | ?                         | Deutsche Funkturm     | UKW, Richtfunk                           | Typenturm FMT 16 |
| Sender Diez-Geisenberg               | Rhein-Lahn-Kreis              | Geisenberg                       | 0? m     | ?                         | SWR                   | UKW                                      | freistehender Stahlfachwerkturm |
| Sender Diez-Hain                     | Rhein-Lahn-Kreis              | -                                | 0? m     | ?                         | Deutsche Funkturm     | UKW                                      | |
| Sender Donnersberg                   | Donnersbergkreis              | Donnersberg                      | 204,82 m | 1961                      | SWR                   | UKW, DAB+, DVB-T                         | Betonturm |
| Sender Eifel                         | Landkreis Vulkaneifel         | Scharteberg                      | 302 m    | 1985                      | SWR                   | UKW, DVB-T, DAB+                         | abgespannter Stahlfachwerkmast, höchstes Bauwerk in Rheinland-Pfalz |
| Fernmeldeturm Ellerspring            | Landkreis Bad Kreuznach       | Ellerspring                      | 107 m    | ?                         | Deutsche Funkturm     | Richtfunk, BOS-Funk                      | Typenturm FMT 11 |
| Sender Haardtkopf                    | Landkreis Bernkastel-Wittlich | Haardtkopf                       | 186 m    | 1952                      | SWR                   | UKW, DAB+, DVB-T                         | abgespannter Stahlfachwerkmast |
| Fernmeldeturm Heckenbach-Schöneberg  | Landkreis Ahrweiler           | Schöneberg                       | 154 m    | ?                         | Deutsche Funkturm     | UKW, DVB-T, Richtfunk                    | Typenturm |
| Fernmeldeturm Hillscheid-Alarmstange | Westerwaldkreis               | Alarmstange, Montabaurer Höhe    | 099 m    | ?                         | Deutsche Funkturm     | Amateurfunk, Richtfunk                   | Typenturm, im Volksmund auch „Fernsehturm Köppel“ genannt (nach dem anliegenden Berg) |
| Sender Idar-Oberstein-Hillschied     | Idar-Oberstein                | -                                | 0? m     | ?                         | ?                     | UKW                                      | |
| Sender Nahetal                       | Idar-Oberstein                | Volkesberg                       | 0? m     | ?                         | SWR                   | UKW                                      | |
| AFN-Sender Sambach                   | Landkreis Kaiserslautern      | -                                | 136 m    | 1951                      | ?                     | MW                                       | Abgespannter Stahlfachwerkmast, gegen Erde isoliert, MW abgeschaltet |
| Fernmeldeturm Kaiserslautern         | Kaiserslautern                | Dansenberg                       | 133 m    | 1987                      | Deutsche Funkturm     | UKW, DVB-T, Richtfunk                    | Typenturm FMT 12 |
| Sender Kalmit                        | Landkreis Südliche Weinstraße | Kalmit                           | 067 m    | ?                         | Deutsche Funkturm     | UKW, DAB+, Richtfunk                     | Freistehender Stahlfachwerkturm |
| Sender Kettrichhof                   | Landkreis Südwestpfalz        | -                                | 236 m    | 1985                      | SWR                   | UKW, DAB+, Mobilfunk, Richtfunk          | abgespannter Stahlfachwerkmast |
| Sender Kirn-Gauskopf                 | Landkreis Bad Kreuznach       | Gauskopf                         | 0? m     | ?                         | SWR                   | UKW                                      | |
| Sender Koblenz (Dieblich-Naßheck)    | Landkreis Mayen-Koblenz       | -                                | 280 m    | 1964                      | SWR                   | UKW                                      | abgespannter Stahlfachwerkmast |
| Fernmeldeturm Koblenz                | Koblenz                       | Kühkopf (Berg)                   | 260,7 m  | 1976                      | Deutsche Funkturm     | UKW, DAB+, DVB-T, Amateurfunk, Richtfunk | höchster Typenturm (Sonderturm?) |
| Sender Kreuzweiler                   | Landkreis Trier-Saarburg      | -                                | 0? m     | ?                         | SWR                   | UKW                                      | durch Metallrohre gestützter Rohrmast |
| Fernmeldeturm Landau                 | Landau in der Pfalz           | -                                | 079,5 m  | 1988                      | Deutsche Funkturm     | UKW, Richtfunk                           | Typenturm FMT 9 |
| Sender Linz am Rhein                 | Landkreis Neuwied             | Ginsterhahner Kopf               | 156 m    | ?                         | SWR                   | UKW, DAB+, DVB-T                         | abgespannter Stahlfachwerkmast |
| Fernmeldeturm Ludwigshafen am Rhein  | Ludwigshafen am Rhein         | -                                | 138 m    | ?                         | Deutsche Funkturm     | UKW, Richtfunk                           | Typenturm FMT 16 |
| Fernmeldeturm Ober-Olm               | Landkreis Mainz-Bingen        | -                                | 108,35 m | 1966                      | Deutsche Funkturm     | UKW, Richtfunk                           | Typenturm FMT 1 |
| Rheinsender                          | Landkreis Mainz-Bingen        | -                                | 150 m    | 1950                      | SWR                   | UKW, MW, DRM                             | freistehender geerdeter Stahlfachwerkturm (UKW) mit Reusenantenne (MW, DRM), abgespannter gegen Erde isolierter Stahlrohrmast (Reservesender), alle MW-Antennen abgerissen, Reuse vom UKW-Mast demontiert |
| Sender Rotenberg                     | Kaiserslautern                | Rotenberg (Nordpfälzer Bergland) | 120 m    | 1951                      | SWR                   | UKW                                      | Abgespannter Stahlfachwerkmast, gegen Erde isoliert |
| Sender Saarburg                      | Landkreis Trier-Saarburg      | Schodener Geisberg               | 245 m    | 1986                      | SWR                   | UKW, DVB-T                               | abgespannter Stahlfachwerkmast |
| Sender Schnee-Eifel                  | Eifelkreis Bitburg-Prüm       | Schwarzer Mann                   | 105 m    | 1965 (wurde 2010 gekürzt) | Deutsche Funkturm     | UKW                                      | abgespannter Stahlrohrmast |
| Fernmeldeturm Trier-Petrisberg       | Trier                         | Petrisberg                       | 132 m    | ?                         | Deutsche Funkturm     | UKW, DAB+, DVB-T, Richtfunk              | Typenturm |
| Sender Trier-Markusberg              | Trier                         | Markusberg                       | 048 m    | ?                         | SWR                   | UKW, DAB+                                | Freistehender Stahlfachwerkturm |
| Fernmeldeturm Weilerskopf            | Landkreis Bad Dürkheim        | Weilerskopf                      | 130 m    | 1969                      | Deutsche Funkturm     | Richtfunk                                | Typenturm FMT 2 |
| Sender Weinbiet                      | Neustadt an der Weinstraße    | Weinbiet                         | 136 m    | ?                         | SWR                   | UKW, DAB+                                | abgespannter Stahlfachwerkmast |
| Fernmeldeturm Zweibrücken            | Zweibrücken                   | Galgenberg                       | 0? m     | ?                         | Deutsche Funkturm     | UKW, Richtfunk                           | Typenturm |
| Fernmeldeturm Kahlheid               | Morbach                       | Kahlheid                         | 134 m    | ?                         | Deutsche Funkturm     | Amateurfunk, Richtfunk, Mobilfunk        | Typenturm |